# Mitra (namn)
Mitra (persiska: میترا), stavas även Mithra, är ett persiskt kvinnonamn som betyder "sol". Det härstammar från persisk mytologi och religion där det är namnet på en gud.
Namnet är ovanligt i Sverige. Den 31 december 2008 fanns det 341 kvinnor i Sverige med namnet, varav 289 med namnet som tilltalsnamn.
Namnsdag saknas.